# جزمین چادری
جزمین چادری (انگلیسی: Jazmin Chaudhry؛ زادهٔ ۱۵ مهٔ ۱۹۸۵) بازیگر پورنوگرافی اهل بنگلادش است. او همچنین برندهٔ جوایزی همچون جایزه ای‌وی‌ان شده است.